# Pernilla Larsson
Pernilla Larsson (Trollhättan, 1976. szeptember 18. –) svéd nemzetközi női labdarúgó-játékvezető. Polgári foglalkozása dietetikus.

## Pályafutása
A SvFF Játékvezető Bizottságának (JB) minősítésével Division 1, 2001-től Superettan, majd 2004-től aAllsvenskan játékvezetője. Küldési gyakorlat szerint rendszeres 4. bírói, illetve alapvonalbírói szolgálatot is végez. A nemzeti női, a Damallsvenskan labdarúgó-bajnokság kiemelten foglalkoztatott bírója.
A Svéd labdarúgó-szövetség JB terjesztette fel nemzetközi játékvezetőnek, a Nemzetközi Labdarúgó-szövetség (FIFA) 2010-től tartja nyilván női bírói keretében.  A FIFA JB központi nyelvei közül az angolt beszéli. Több nemzetek közötti válogatott (Női labdarúgó-világbajnokság, Női labdarúgó-Európa-bajnokság, Algarve-kupa), valamint  UEFA Női Bajnokok Ligája klubmérkőzést vezetett, vagy működő társának 4. bíróként segített.
A 2012-es U20-as női labdarúgó-világbajnokságon a FIFA JB hivatalnokként alkalmazta.
| Időpont             | Helyszín                             | Mérkőzés típusa              | Mérkőzés                                             | Eredmény | Nézők száma |
| ------------------- | ------------------------------------ | ---------------------------- | ---------------------------------------------------- | -------- | ----------- |
| 2012. augusztus 23. | Hiroshima Big Arch Stadion, Hirosima | csoportmérkőzés (D. csoport) | Amerikai Egyesült Államok–Kína                       | 1 – 1    | 3559        |
| 2012. augusztus 27. | Urawa Komaba Stadion, Szaitama       | csoportmérkőzés (C. csoport) | Kanada–Észak-Korea                                   | 1 – 2    | 4182        |
| 2012. szeptember 8. | Olimpiai Stadion, Tokió              | döntő                        | Amerikai U20-as női labdarúgó-válogatott–Németország | 1 – 0    | 31 114      |

A 2014-es U17-es női labdarúgó-világbajnokságon a FIFA JB bíróként foglalkoztatta.
| Időpont           | Helyszín                                   | Mérkőzés típusa              | Mérkőzés                  | Eredmény | Nézők száma |
| ----------------- | ------------------------------------------ | ---------------------------- | ------------------------- | -------- | ----------- |
| 2014. március 15. | Nemzeti Stadion, San José                  | csoportmérkőzés (A. csoport) | Costa Rica–Venezuela      | 0 – 3    | 34 453      |
| 2014. március 19. | Ricardo Saprissa Aymá Stadion, Tibas       | csoportmérkőzés (C. csoport) | Paraguay–Japán            | 0 – 10   | 2364        |
| 2014. március 31. | Edgardo Baltodano Briceño Stadion, Liberia | egyik elődöntő               | Olaszország–Spanyolország | 0 – 2    | 3528        |

A 2015-ös női labdarúgó-világbajnokságon a FIFA JB játékvezetőként foglalkoztatta. Selejtező mérkőzéseket az UEFA zónában vezetett. A FIFA JB 2015 márciusában nyilvánosságra hozta annak a 29 játékvezetőnek (22 közreműködő valamint 7 tartalék, illetve 4. bíró) és 44 asszisztensnek a nevét, akik közreműködtek Kanadában a női labdarúgó-világbajnokságon. A 9 európai játékvezető hölgy között szerepelt a listán. A kijelölt játékvezetők és asszisztensek 2015. június 26-án Zürichben, majd két héttel a világtorna előtt Vancouverben vettek rész továbbképzésen, egyben végrehajtják a szokásos elméleti és fizikai Cooper-tesztet. 
| Időpont              | Helyszín                                                    | Mérkőzés típusa                     | Mérkőzés                   | Eredmény | Nézők száma |
| -------------------- | ----------------------------------------------------------- | ----------------------------------- | -------------------------- | -------- | ----------- |
| 2013. szeptember 13. | Luzsnyiki Olimpiai Stadion, Moszkva                         | (2015 vb) előselejtező (4. csoport) | Oroszország–Németország    | 1 – 4    | 2000        |
| 2013. szeptember 22. | Tallaght Stadion, Dublin                                    | (2015 vb) előselejtező (1. csoport) | Észak-Írország–Szlovákia   | 2 – 0    | 497         |
| 2013. október 31.    | Városi Stadion, Vejle                                       | (2015 vb) előselejtező (3. csoport) | Dánia–Svájc                | 0 – 1    | 1921        |
| 2014. május 7.       | Miroslav Valenta városi labdarúgó-stadion, Uherské Hradiště | (2015 vb) előselejtező (2. csoport) | Csehország–Románia         | 0 – 0    | 650         |
| 2014. augusztus 20.  | Bozsik József Stadion, Budapest                             | (2015 vb) előselejtező (7. csoport) | Magyarország–Franciaország | 0 – 4    | 600         |
| 2015. június 12.     | BC Place Stadion, Vancouver                                 | csoportmérkőzés (C. csoport)        | Japán–Kamerun              | 2 – 1    | 31 441      |

A 2011-es U19-es női labdarúgó-Európa-bajnokságon az UEFA JB játékvezetőként vette igénybe szolgálatát. A Svájci női labdarúgó-válogatott–Belga női labdarúgó-válogatott mérkőzésen Hima Andrea volt az egyik asszisztense.
| Időpont         | Helyszín                       | Mérkőzés típusa              | Mérkőzés                                           | Eredmény |
| --------------- | ------------------------------ | ---------------------------- | -------------------------------------------------- | -------- |
| 2011. május 30. | Enrico Nanni Stadion, Bellari  | csoportmérkőzés (A. csoport) | Svájc–Belgium                                      | 4 – 1    |
| 2011. június 5. | Germano Todoli Stadion, Cervia | csoportmérkőzés (A. csoport) | Oroszország–Svájci U19-es női labdarúgó-válogatott | 0 – 0    |

A 2013-as női labdarúgó-Európa-bajnokságon az UEFA  JB játékvezetőként foglalkoztatja.
| Időpont          | Helyszín                  | Mérkőzés típusa                     | Mérkőzés     | Eredmény |
| ---------------- | ------------------------- | ----------------------------------- | ------------ | -------- |
| 2011. március 3. | Nemzeti Stadion, Ta’ Qali | (2013 eb) előselejtező (2. csoport) | Grúzia–Málta | 0 – 1    |

A 2013-as Algarve-kupa labdarúgó tornán a FIFA JB játékvezetőként vette igénybe szolgálatát. 
| Időpont           | Helyszín                      | Mérkőzés típusa              | Mérkőzés                                   | Eredmény |
| ----------------- | ----------------------------- | ---------------------------- | ------------------------------------------ | -------- |
| 2013. március 8.  | Városi Stadion, Santo António | csoportmérkőzés (C. csoport) | Portugália–Magyar női labdarúgó-válogatott | 0 – 2    |
| 2013. március 13. | Algarve Stadion, Algarve      | 5. helyért                   | Japán–Kína                                 | 1 – 0    |

Az UEFA JB küldésére vezette az UEFA Női Bajnokok Ligája selejtező találkozót.
| Időpont             | Helyszín                            | Mérkőzés típusa                                 | Mérkőzés                     | Eredmény |
| ------------------- | ----------------------------------- | ----------------------------------------------- | ---------------------------- | -------- |
| 2011. augusztus 13. | União Sintrense Stadion, Portugália | 2011–2012-es UEFA Női Bajnokok Ligája selejtező | ASA Tel Aviv–MTK Budapest FC | 1 – 0    |

2013-ban a IFFHS (International Federation of Football History & Statistics) az év tíz legjobb női labdarúgó-játékvezetője közé  (9.) rangsorolta. 2014-ben a Svéd labdarúgó-szövetség (SvFF) JB az Év Játékvezetője címet adományozta részére.